# Marca
MARCA (кир. Марка; ісп. Diario Marca) — іспанська щоденна спортивна газета.
Заснована 21 грудня 1938 року в Сан-Себастьяні як щотижнева газета. З 1942 року виходить щодня. Редакційна політика видання спрямована, в першу чергу, на освітлення футболу.
Газета має близько 2300000 читачів, даний показник — найвищий серед друкованих ЗМІ в Іспанії.

## Сайт
1995 року в мережі Інтернет був відкритий сайт газети www.marca.com. 2008 року сайт був найбільш відвідуваним спортивним ресурсом в Іспанії, відвідуваність ресурсу становила порядку 3115000 користувачів на місяць. 2001 року розпочала роботу цілодобова спортивна радіостанція «Radio Marca».

## Футбольні нагороди засновані газетою MARCA
- Трофей Пічічі
- Трофей Сарри
- Приз Мігеля Муньйоса
- Трофей Ді Стефано